# Paolo Spagnolo
Paolo Spagnolo (Napoli, 22 giugno 1930 – Napoli, 2 maggio 2012) è stato un pianista italiano.

## Biografia
Talento precocissimo, ebbe come primo insegnante il padre Gaetano, pittore e musicista autodidatta. Si esibì per la prima volta a cinque anni e a sei era già un celebre bambino prodigio, come è documentato nel cinegiornale dell'epoca "Luce".
Nel 1937, a sette anni, andò in tournée negli Stati Uniti e Rachmaninof volle assistere ad una sua esibizione a New York. 
Rientrato a Napoli alla fine del 1937 si iscrisse al Conservatorio San Pietro a Majella, dove fu allievo di Paolo Denza.
Il bambino prodigio aveva suscitato l'interesse della principessa di Piemonte Maria José, che lo fece ascoltare a Roma: prima al Quirinale da Walter Gieseking, poi al Conservatorio di S. Cecilia da una commissione presieduta da Alfredo Casella;infine a Brescia da Arturo Benedetti Michelangeli, col quale studiò per tre mesi. Maria Josè lo invitò spesso alla Reggia di Napoli per sentirlo suonare.
Nel dicembre 1946 il Ministero della Pubblica Istruzione istituì una speciale sessione d'esame convocando, in seduta straordinaria, una commissione che, con quattro anni d'anticipo sui dieci previsti, gli conferì il diploma per meriti eccezionali.
Nel 1947, diciassettenne, vinse il primo premio al Concorso internazionale di Ginevra, dopo aver vinto il secondo premio l'anno precedente. 
Nel corso degli anni Cinquanta tenne recital e concerti con orchestra per le più importanti associazioni musicali e nei maggiori teatri del mondo, tra cui il San Carlo di Napoli, la Scala di Milano, la Fenice di Venezia, il Comunale di Firenze, la Victoria Hall di Ginevra, la Diligentia Hall dell'Aja, la Wigmore Hall di Londra, il Liceu di Barcellona, il Teatro Colón di Buenos Aires, il Municipal di Rio de Janeiro, il Teatro Solís di Montevideo, la Town Hall di New York ed altri ancora. Nello stesso periodo incise numerosi dischi, prima a Torino per la Cetra e poi a Londra, in esclusiva, per la Decca. 
Agli inizi degli anni sessanta, per motivi strettamente privati, abbandonò improvvisamente la carriera concertistica per dedicarsi principalmente all'insegnamento al Conservatorio San Pietro a Majella di Napoli, dove fu collega e amico di Sergio Fiorentino, la cui vicenda artistica e umana presenta singolari analogie con quella di Spagnolo. 
Nel 1996 pubblicò le sue riflessioni sistematiche sulla tecnica pianistica e l'interpretazione in un libro intitolato Pianosophia. Tecnica a arte, una sorta di summa teorica della sua esperienza da concertista e didatta. Una seconda edizione riveduta e ampliata dell'opera (scritta assieme al filosofo Giovanni Stelli) ha visto la luce nel 2008.
Dal 1990 al 2004 aveva ripreso le registrazioni in studio realizzando una serie di CD che comprendono opere di Bach, Beethoven (20 Sonate), Chopin (tra cui tutti gli studi op. 10 e op. 25), Schumann, Brahms, Liszt e Debussy. Ha scritto a tal proposito Paolo Isotta, nella presentazione del primo disco di questa serie, che "rappresenta il raro documento dell'arte di un grande interprete, il quale, per profondi motivi personali, si è tenuto da banda dopo gli iniziali trionfi. Mostra una sensibilità austera e classicista, talora persino ascetica; e un modo di accostarsi al pianoforte oggi decisamente non alla moda, seppure 'non alla moda' per il desiderio di provocare"

## La riflessione teorica sulla tecnica e l'interpretazione pianistica
"La contrapposizione fra tecnica pianistica, identificata con un insieme di abilità psicomotorie, ed interpretazione, affidata ad una cosiddetta musicalità, peraltro indefinibile, è una falsa contrapposizione. [...] Tutti i problemi tecnici si impostano e si risolvono a partire dalla musica: proprio all'interno dei problemi tecnici, intesi nel loro significato musicale, e quindi fin dai primi passi, fin dai primi esercizi, si presentano e si sviluppano i problemi dell'interpretazione. La tecnica prefigura l'interpretazione e l'interpretazione nasce in modo immanente dalla tecnica". Questa è la tesi fondamentale argomentata nei cinque capitoli di Pianosophia.
Nel primo capitolo Spagnolo delinea una storia della tecnica pianistica, descrivendo il cruciale passaggio, avvenuto tra Ottocento e Novecento, dalla tecnica digitale di origine clavicembalistica alla moderna tecnica del peso e le posizioni dei più importanti teorici e didatti dell'epoca, come Friedrich Adolf Steinhausen, Breithaupt, Matthay. Nel secondo capitolo illustra i principi della tecnica del peso, recuperando però la funzione indispensabile delle dita viste nella loro "associazione a gruppi" all'interno della mano. Affronta poi pressoché tutti i problemi tecnici specifici (passaggio del pollice, doppie note, spostamenti laterali, diteggiatura, varianti ritmiche e così via), procedendo dallo studio, "che è già interpretazione" (capitolo terzo), all'interpretazione, "che è ancora studio" (capitolo quarto), fino a discutere nel quinto e ultimo capitolo i problemi dell'interpretazione, proponendo una sintesi tra "soggettivismo" e "oggettivismo".

## Pubblicazioni
- (con G. Stelli), Pianosophia. Tecnica e arte, Napoli 1997, Pagano.
- Rintocchi nel tempo. Frammenti della memoria, Napoli 2001, De Frede Editore.
- Pianosophia tecnica e arte, edizione riveduta e ampliata, Napoli 2008, Guida.